# Sicya myron
Sicya myron là một loài bướm đêm trong họ Geometridae.